# Reatil

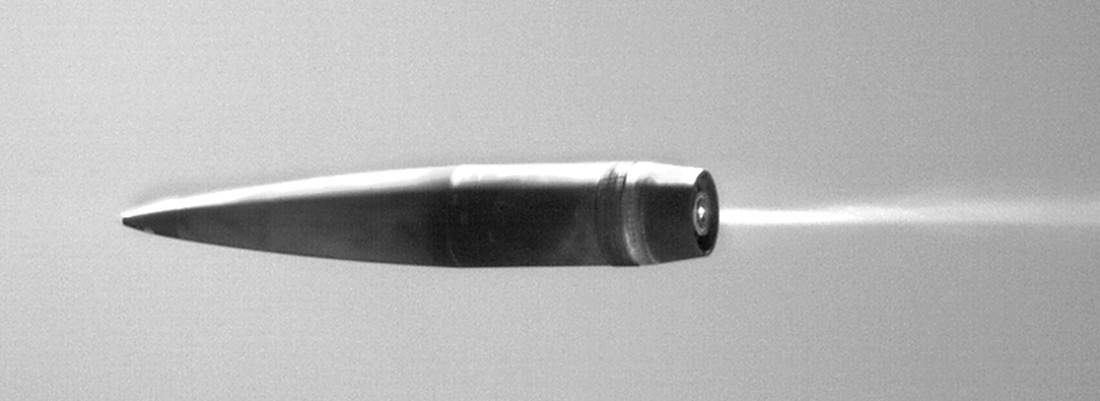
Reatil med tänd drivanordning.

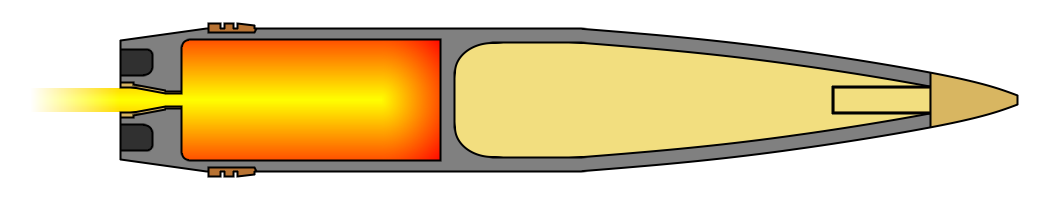
Princip över reatil.

Reatil (engelska: Rocket-Assisted Projectile, kort RAP) är en eldrörsskjuten projektil som är utformad med en integrerad drivanordning (vanligen en krutraketmotor) som verkar i någon del av projektilbanan och ger ökad projektilhastighet. Principen används främst för att ge artillerigranater eller vinggranater ökad skottvidd. Skottvidden för en 15 cm eldrörsartillerigranat kan ökas med 25-30 %, jämfört med en konventionell granat, om den utformas som en reatil.
Reatildrivanordningen tänds ofta direkt efter avfyrning och börjar verka efter cirka 3 till 10 sekunder, med en brinntid på ett par sekunder. Drivanordningen tar upp utrymme i projektilen och minskar utrymme för stridsdel, vilket medför att stridsdelen blir mindre än hos en lika stor projektil utan drivanordning, vilket i sin tur medför mindre verkan i mål.
Svensk utveckling av reatiler under 1960-talet kom att leda till upptäckten av basflödesgranater.